# アズトレオナム
アズトレオナム（Aztreonam）は、アザクタム（Azactam）などの商品名で販売される、緑膿菌のようなグラム陰性菌によって引き起こされる感染症の治療に用いられる抗生物質である。アズトレオナムを用いて治療される感染症には、骨髄炎、子宮内膜炎、腹腔内感染症、肺炎、尿路感染症、敗血症などがあげられる。投与法は点滴静脈注射、筋肉内注射、または霧状に噴射による口からの吸入である。 
注射投与による一般的な副作用には、注射部位の痛み、嘔吐、発疹などがあげられる。吸入した場合の一般的な副作用には、喘鳴、咳、嘔吐などがあげられる。重度の副作用には、クロストリジウム・ディフィシル感染症やアナフィラキシーなどのアレルギー反応などがあげられる。他のβ-ラクタムに対してアレルギーがある人は、アズトレオナムに対してのアレルギー反応率は低い。妊娠中の人への投与は安全とみられる。
アズトレオナムはモノバクタムに属する医薬品である。アズトレオナムは通常、細胞壁の合成を阻害することにより殺菌する効果がある。 
アズトレオナムは、1986年に米国で医薬品として承認された。アズトレオナムは、2019年に世界保健機関の必須医薬品リストから削除された。後発医薬品として入手できる。英国の国民保健サービスにかかる費用は、１日分の注射薬は約28.20ポンド、一貫の治療に使われる吸入剤は約2,182.00ポンドである。アズトレオナムは、クロモバクテリウム・ビオラセウム細菌から製造される化学物質である。 